# Carla Abrahamsen

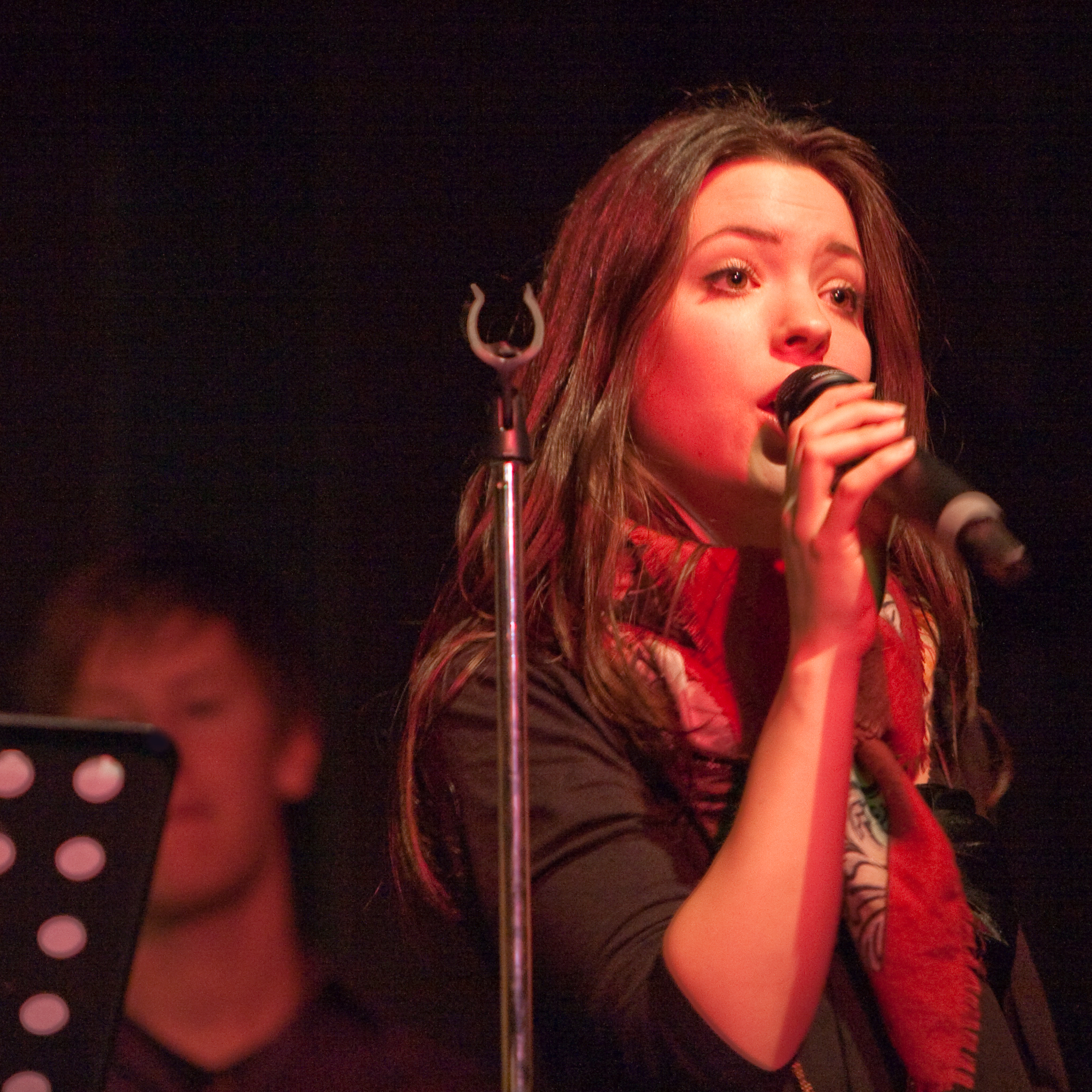
Carla Abrahamsen (2010)

Carla Amanda Sol Abrahamsen (* 8. Dezember 1988) ist eine schwedische Schauspielerin und Sängerin.

## Leben
Seit ihrem Schauspieldebüt mit 15 Jahren in Der Ketchup-Effekt und Populärmusik aus Vittula war Carla Amanda Sol Abrahamsen unter anderem in Filmen wie Kenny Begins und The Stig-Helmer Story zu sehen. Parallel zu ihrer Schauspielkarriere tritt sie des Öfteren auch als Sängerin auf.

## Filmografie (Auswahl)
- 2004: Der Ketchup-Effekt (Hip Hip Hora!)
- 2004: Populärmusik aus Vittula (Populärmusik från Vittula)
- 2009: Kenny Begins
- 2011: The Stig-Helmer Story